# Region Cezava
Region Cezava je dobrovolný svazek obcí v okresu Brno-venkov, okresu Břeclav a okresu Vyškov, jeho sídlem je Telnice a jeho cílem je regionální rozvoj obecně. Sdružuje celkem 10 obcí a byl založen v roce 2003.

## Obce sdružené v mikroregionu
- Blučina
- Měnín
- Moutnice
- Nesvačilka
- Nikolčice
- Otmarov
- Otnice
- Telnice
- Těšany
- Žatčany